# Катаяма Сен
Катаяма Сен (на японски: 片山 潜, 26 декември 1859 г. – 5 ноември 1933 г.), с рождено име Ябуки Сугитаро (藪木 菅太郎) е един от първите членове на Американската комунистическа партия и сред създателите на Японската комунистическа партия през 1922 г. След 1884 г., той прекарва по-голямата част от живота си в САЩ и Съветския съюз, където е много активен. В Япония не е толкова познат, но за останалата част от света, той е говорителят на японските социалистически и комунистически движения.

## Ранни години и образование
Сугитаро Ябуки е втори син на Кунизо и Кичи Ябуки, роден през 1859 г. в окръг Хидеки на днешната префектура Окаяма. След като майка му е изоставена от баща му, той е осиновен от семейство Катаяма на 19 години и приема името Катаяма Сен. Благодарение на осиновяването си, пропуска военната служба и има възможност да се съсредоточи върху образованието си. През 1878 г. пътува до Токио за да учи за печатар докато е в началното училище. Там се запознава с Ивасаки Сейкичи (岩崎清吉), който е един от основателите на Мицубиши. След като Ивасаки заминава за САЩ, за да постъпи в университета в Йейл, Катаяма също решава да го последва и се записва в Гринел Колидж. След като завършва през 1892 г., постъпва в семинарията и в духовното училище в Йейл. По това време той става християнин и социалист. Преди да влезе в Гринел учи в Меривил Колидж.

## Дейност
Катаяма се завръща в Япония през 1896 г. и в периода 1897 г. – 1901 г. е редактор на списание „Работнически свят“ (労働世界, Родо Секай), орган на Съюза на металургичните работници (鉄工組合), Федерацията на профсъюзите (労働組合期成会) и първата японска комунистическа партия. Завръща се в САЩ през 1903 г. по молба на Ивасаки за да търси възможности за отглеждане на ориз. Участва във Втория международен социалистически конгрес в Амстердам. През 1904 г., присъства на конвенцията на Американската социалистическа партия в Чикаго. Установява се в щата Тексас и се занимава с отглеждане на ориз. След като не се справя с това, започва да работи при собственик на японски ресторант в Хюстън, Цунекии Окасаки който купува 10 000 акра земя в Тексас, с идеята Катаяма да я обработва. В края на 1905 г. Окасаки и Катаяма вземат заем от 100 000 долара от Ивасаки за да финансират отглеждането на ориза и заедно създават Японската селскостопанска компания. През 1907 г. компанията им се проваля и Катаяма се връща в Япония за да продължи кариерата си на журналист. По-късно е арестуван заради участието си в трамвайната стачка в Токио през 1912 г., и след освобождаването си отново напуска Япония и заминава за Калифорния. Пътува до Мексико и Москва, където е познат като водач на японските комунисти. Остава в СССР до смъртта си на 5 ноември 1933 и е погребан под стените на московския кремъл. Катаяма има две деца от първата си съпруга, Фуде, която почива през 1903 г. От втората си съпруга, Хари Тама има една дъщеря.